# Соколов, Николай Н.
Николай Н. Соколов — русский прозаик и журналист конца XIX и начала XX веков, автор бульварных романов.

## О писателе
Исследователям российской фантастики известен своей трилогией, состоящей из рассказов «Остров Опасный» (1891), «Белокурая красавица» (1891) и романа «Ариасвати» (1893; 1909). В этих книгах фантастический и мистический антураж используется для продвижения идеи об арийском происхождении славянских племен, единственно сохранивших чистоту расовых признаков.
В самом крупном произведении цикла — романе «Ариасвати» — рассказывается, как мелкопоместный костромской дворянин Андрей Иванович Грачёв с помощью построенного им «гиппогрифа» (аэростата с электромоторами, непонятно откуда берущими энергию), попадает на остров в Тихом океане, где открывает следы давно погибшей цивилизации — храмы, башни, мощеные камнем дороги, обширный подземный лабиринт. В одном из заброшенных храмов он находит тело красавицы, сохранившееся нетленным, благодаря ныне утерянным знаниям, а рядом — алюминиевые таблички с письменами, содержащими инструкции по её оживлению, а также историю этой древней цивилизации. В конце концов выясняется, что это письмена алфавита ариев — общих предков индийцев и славян. Расшифровав их, герой тут же устремляется на остров, но, к его разочарованию, красавица Ариасвати уже оживлена местным странником.

## Публикации
- Соколов Н. Остров Опасный : Роман // Природа и люди (СПб.). — 1891. — № 24-28.
- Соколов Н. Белокурая красавица // Природа и люди (СПб.). — 1891. — № 7-9.
- Соколов Н. Ариасвати : Роман // Природа и люди (СПб.). — 1893. — № 22-52.
- Соколов Н. Ариасвати : Роман в трёх частях. — СПб.: Изд-во П. П. Сойкина, 1909. — 484 с.